# Siamoporus deharvengi
Siamoporus deharvengi är en skalbaggsart som beskrevs av Spangler 1996. Siamoporus deharvengi ingår i släktet Siamoporus och familjen dykare. Inga underarter finns listade i Catalogue of Life.